# Jaskinia w Trzech Turniach
Jaskinia w Trzech Turniach, Schronisko w Trzech Turniach w Nielepicach – jaskinia w Kubińcowych Skałach we wsi Nielepice w województwie małopolskim, w powiecie krakowskim, w gminie Zabierzów. Znajduje się w orograficznie prawych zboczach wąwozu Pierunkowy Dół na Garbie Tenczyńskim będącym częścią Wyżyny Krakowsko-Częstochowskiej. 

## Opis obiektu
Jaskinia znajduje się w grupie największych skał. Powstała na dwóch szczelinach ciosowych. Za wąskim otworem ciągnie się również wąski korytarzyk rozszerzający się w miejscu połączenia szczelin. W korytarzyku znajduje się ciasny przełaz z progiem o wysokości 0,5 m. Dalej jest niewielka, ale wysoka komora.
Jaskinia powstała w wapieniach z jury późnej. Jej namulisko jest płytkie, złożone z próchnicy i wapiennego gruzu.

## Historia badań i dokumentacji
Jaskinia znana jest od dawna, odwiedzana jest rzadko. Zinwentaryzował ją  Kazimierz Kowalski w 1954 roku. Dokumentację opracowali M. Szelerewicz i J. Baryła w kwietniu 1999 r. Plan jaskini sporządził M. Szelerewicz.

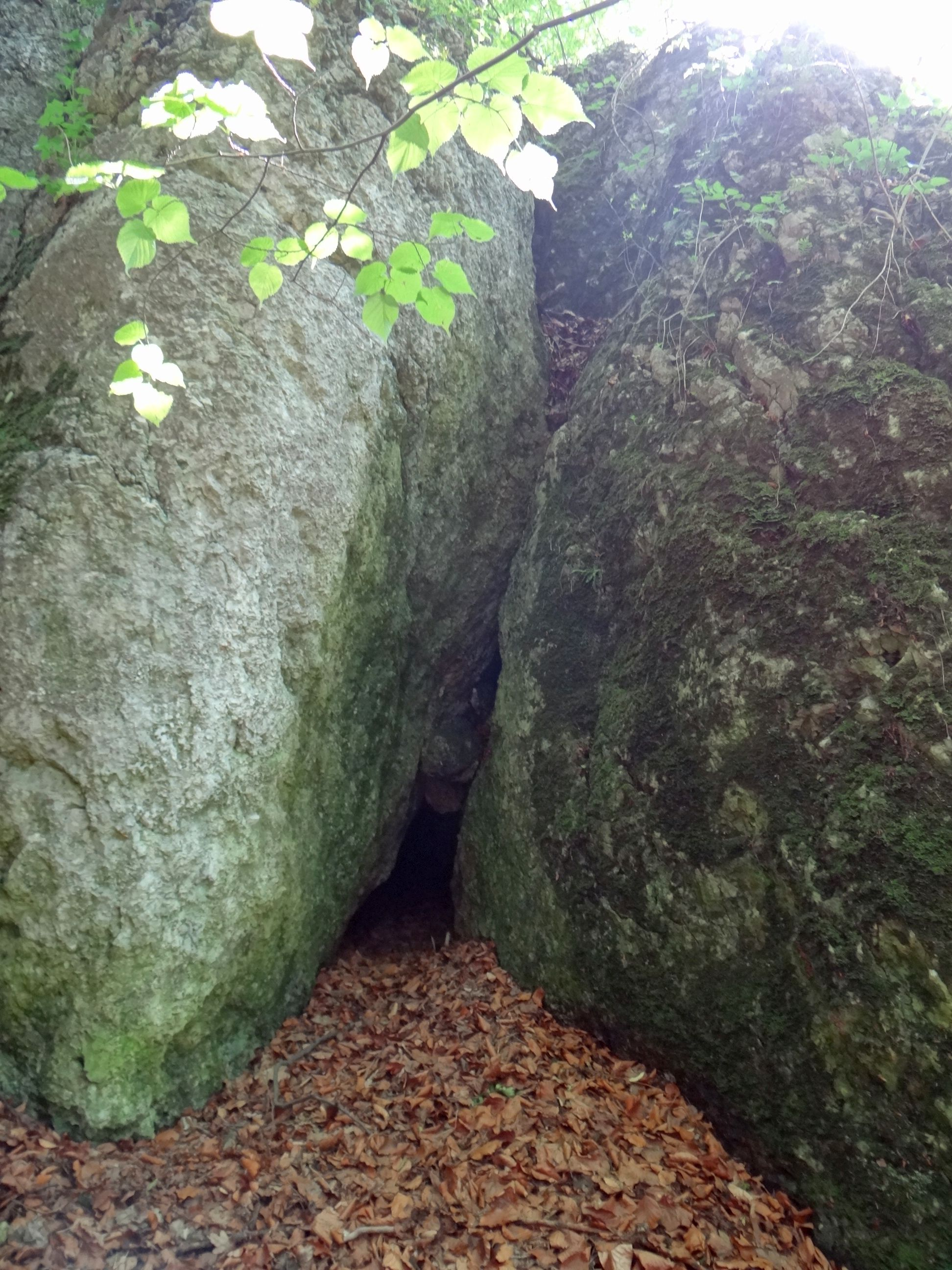
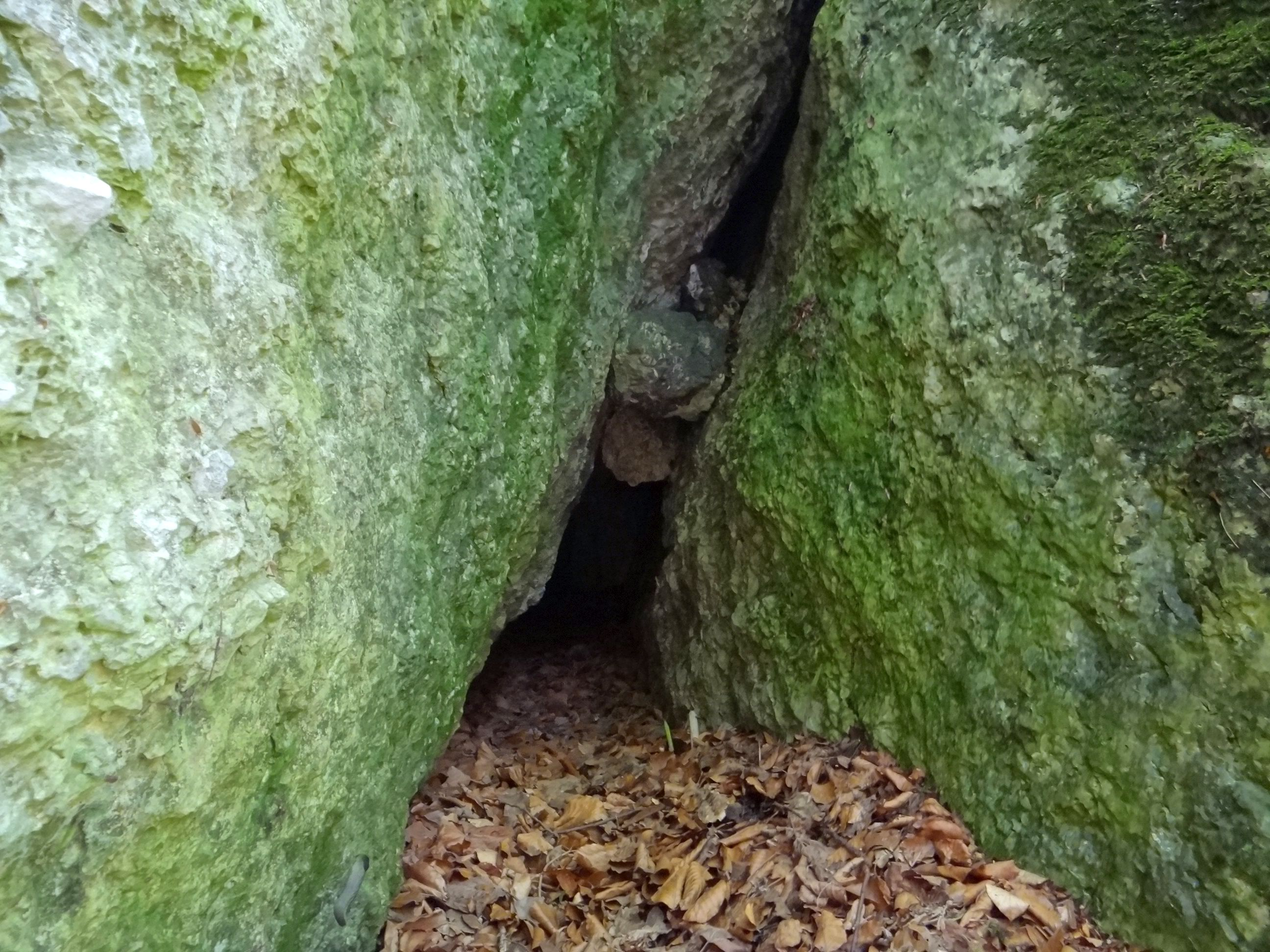
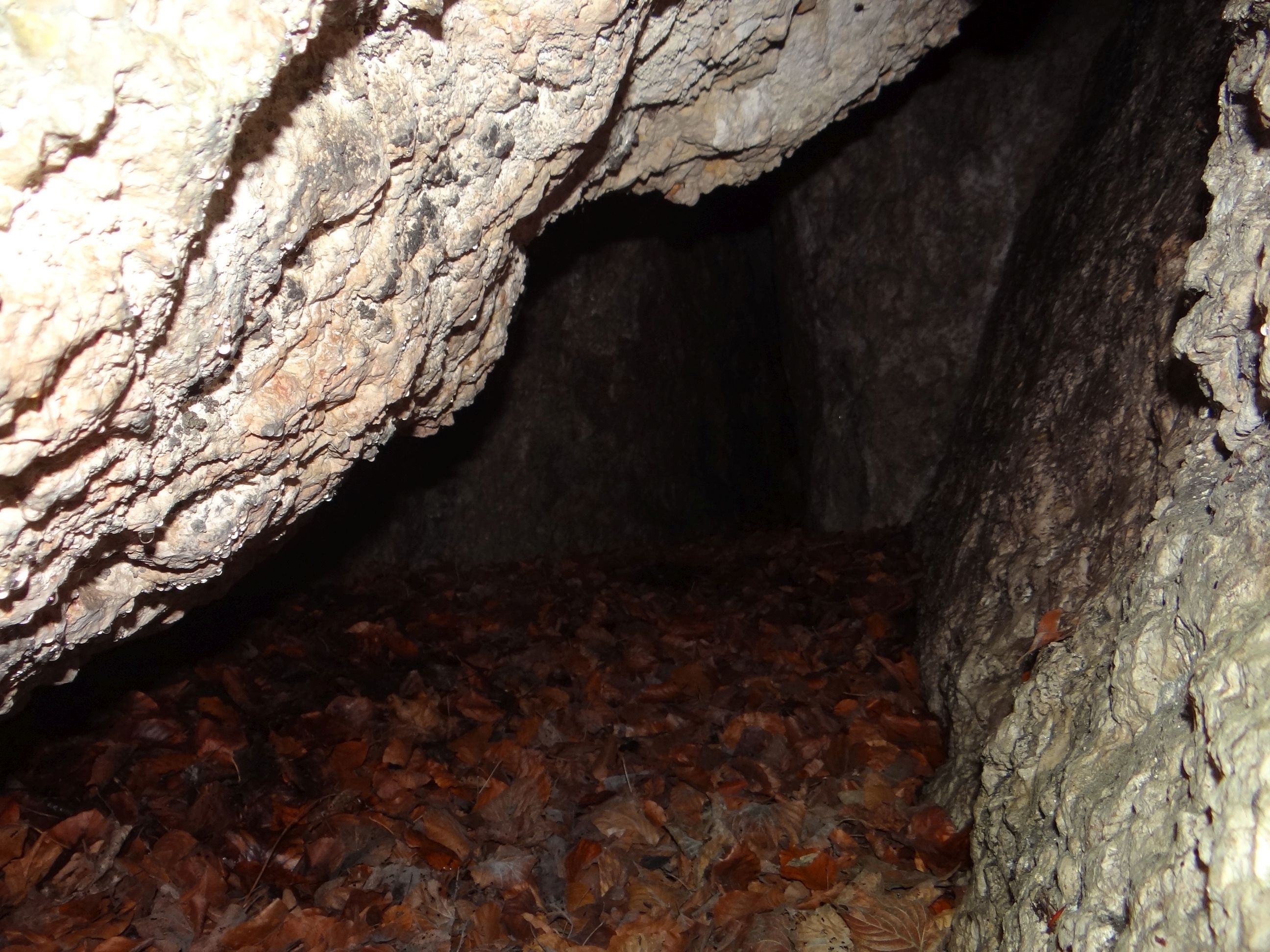